# Završje (Brod Moravice)
Završje je naselje u Hrvatskoj, nalazi se u općini Brod Moravice u Primorsko-goranskoj županiji. Prema popisu stanovništva iz 2011. godine naselje nije imalo stanovnika.

## Položaj
Naselje se nalazi na 535 metara nadmorske visine. Nalazi se u općini Brod Moravice u Primorsko-goranskoj županiji.

## Stanovništvo
Najviše stanovnik naselje je imalo prema popisu iz 1869. godine. Prema popisu iz 2011. godine naselje nije imalo stanovnika.
| broj stanovnika | 62    | 83    | 75    | 33    | 49    | 53    | 56    | 46    | 28    | 23    | 16    | 7     | 2     |       |       |       |       |
|                 | 1857. | 1869. | 1880. | 1890. | 1900. | 1910. | 1921. | 1931. | 1948. | 1953. | 1961. | 1971. | 1981. | 1991. | 2001. | 2011. | 2021. |

## Vanjske poveznice
- Službene stranice općine Brod Moravice